# 헤이츠
《헤이츠》(영어: House at the End of the Street)는 2012년 개봉한 미국의 심리 스릴러 영화이다. 마크 톤더라이가 연출하고, 제니퍼 로런스, 맥스 테리옷, 엘리자베스 슈, 길 벨로스 등이 출연하였다.
대체로 부정 평가를 받았으나 박스 오피스에서는 성공을 거두었다.

## 줄거리
17살 일리사는 음악가 아빠와 막 이혼을 마친 의사 엄마 세라와 교외 부촌으로 이사를 온다.
일리사네 집이 속한 동네 골목의 제일 끝에 있는 집(house at the end of the street)은 4년 전 캐리앤 제이컵슨이라는 여자애가 부모를 살해하고 숲 속으로 사라진 흉흉한 사건이 벌어진 곳이다.
일리사는 여전히 그 집에 살고 있는 캐리앤의 오빠 라이언과 친밀해진다. 라이언은 어렸을 때 부모님이 약물에 취해있는 동안 여동생 캐리앤을 보살필 책임이 있었는데, 캐리앤이 그네에서 떨어지면서 뇌손상을 입어 공격적인 성향으로 변했다고 털어놓는다.
일리사를 비롯한 마을 사람들은 전혀 모르고 있지만 사실 라이언은 캐리앤을 몰래 집에 숨겨놓고 돌봐주는 중이다. 하루는 캐리앤이 도망을 가자 라이언은 캐리앤이 비명을 못 지르게 입을 막다가 실수로 죽여버린다.
얼마 후 일리사는 우연히 라이언네 집에서 숨겨진 방을 찾아 열고, 한 여자애를 발견한다. 라이언은 식당에서 만난 종업원을 새로운 캐리앤으로 삼을 생각으로 납치해 가두고, 억지로 컬러렌즈를 끼운 참이었다.
그러나 여기에서 다시 한 번 반전이 일어나는데, 캐리앤은 그네 추락 사고로 이미 사망했고 이후 부모님이 라이언에게 여장을 시키고 캐리앤이라고 부르며 학대하자 라이언이 부모님을 살해했다는 사실이 밝혀진다. 라이언은 그 뒤로 캐리앤 대리를 해줄 여자들을 꾸준히 납치해왔던 것.
라이언은 캐리앤의 죽음을 덮었던 경찰관 위버에게 자신이 겪었던 학대에 대한 책임이 있다고 생각해 위버의 몸에 수차례 칼을 담근다.
일리사는 엄마 세라와 함께 무사히 도망치고 라이언은 정신 병원에 갇힌다.

## 출연
- 제니퍼 로런스 - 일리사 캐시디 역
- 맥스 테리옷 - 라이언 제이컵슨 역
- 엘리자베스 슈 - 세라 캐시디 역
- 길 벨로스 - 위버 경관 역
- 놀런 제라드 펑크 - 타일러 레이놀즈 역
- 앨리 맥도널드 - 질리언 역
- 조던 헤이스 - 페기 존스 역